# 东塞斯特里
东塞斯特里（義大利語：Sestri Levante），是意大利熱那亞廣域市的一个市镇。总面积33.49平方公里，人口18721人，人口密度559.0人/平方公里（2009年）。ISTAT代码为010059。

## 友好城市
- 法國多勒 1983年
- 美国聖塔克魯茲 2002年